# 橡樹公園 (喬治亞州)
橡樹公園（英語：Oak Park）是一個位於美國喬治亞州伊曼紐爾縣的城市。

## 地理
橡樹公園的座標為32°22′15″N 82°18′36″W / 32.37083°N 82.31000°W，而該地的平均海拔高度為79米（即259英尺）。

## 人口
根據2010年美國人口普查的數據，橡樹公園的面積為18.70平方千米，當中陸地面積為18.30平方千米，而水域面積為0.40平方千米。當地共有人口484人，而人口密度為每平方千米25.88人。